# Passio Francorum secundum Flemingos
De Passio Francorum secundum Flemingos (Lijdensverhaal van de Fransen volgens de Vlamingen) was een Latijns spotevangelie dat geschreven werd kort na de Guldensporenslag. Het is de vroegste verhalende bron over die gebeurtenis.
De protagonisten zijn kanselier Petrus Flot, de graaf van Artois en Petrus Canyng. Het is door de Passio dat Pieter de Coninck als een eenoog de geschiedenis is ingegaan, of preciezer doordat Giovanni Villani de Passio verkeerd las: hij dacht dat een opmerking over de eenogigheid van Pierre Flote betrekking had op de weverleider.
Rond 1406 las de Welshe monnik Adam van Usk (1352?-1430) de tekst in de Eekhoutabdij en nam hij hem over in zijn kroniek over de periode 1377-1421. Nog in 1904 vond de bezorger van die kroniek, Edward Maunde Thompson, de tekst van de Passio zo profaan dat hij hem uit zijn vertaling liet en enkel in het Latijn publiceerde.

## Voetnoten
1. ↑  Paul Trio, Dirk Heirbaut en Dirk Van Den Auweele (red.), Omtrent 1302, 2002, p. 217